# 国際連合監視検証査察委員会
国際連合監視検証査察委員会（、英: United Nations Monitoring,Verification and Inspection Commission）は、湾岸戦争の結果イラクに課せられた大量破壊兵器の破棄義務の履行を監視・検証する査察活動を行うことを目的に1999年に国連安全保障理事会によって設立された国際連合の機関である。略称はUNMOVIC（アンモヴィック）。

## 設立までの経緯
当初、査察活動は、国際連合大量破壊兵器廃棄特別委員会（UNSCOM）と国際原子力機関（IAEA）によって行われていたが、イラク側は1997年以来、度重なる査察の妨害などを行い、1998年にはUNSCOM再編などを要求し、その条件が満たされるまでの間は査察を拒否するとの態度を明らかにした。イラク側の批判には、UNSCOMがアメリカ主導であること、査察官の中にCIAのスパイが紛れ込んでいること、などが含まれていた。国連による交渉や非難決議、経済制裁なども功を奏せず、同年12月に米英軍による空爆（砂漠の狐作戦）が展開される。これをきっかけとして、査察活動は停止することになった。
安全保障理事会はこの状況を打開するための試みとして、1999年12月、決議1284を採択してUNSCOMに代わる組織としてUNMOVICを設置することになった。

## 構成
委員長はハンス・ブリックス。スウェーデン出身で、1981年から1997年までIAEAの事務局長を務めた経歴を持つ。
委員長の選定に際しては上の決議に従ってコフィー・アナン国際連合事務総長と安全保障理事会のメンバーの交渉が行われた。当初、他に優れた候補が見つからなかったことから在米スウェーデン大使で、UNSCOMの委員長も務めたロルフ・エキュースが推薦された。だが、ロシアの反対に遭ってハンス・ブリックスになった。
16名からなる委員の中には、ブリックスからIAEA事務局長を引き継いだモハメド・エルバラダイ、日本人の数原孝憲（かずはらたかのり）も含まれる。彼は、ナイジェリアやアイルランドの大使などを務めた他にウィーンの日本政府代表部においてIAEAを担当した経験を持つ。
前身組織であるUNSCOMとは違い、スタッフは全て国際連合職員からなる。
組織は4部門からなる。
- Planning and Operations（計画・運営部門）
- Analysis and Assessment（分析・評価部門）
- Information（情報部門）
- Technical Support and Training（技術サポート・トレーニング部門）

## 活動の内容
査察活動に対するイラクの協力が十分でないとするアメリカ、イギリスなどが2003年3月19日からイラク戦争に乗り出したため、査察活動は中断した。
3月29日には、ブリックス委員長は、6月末に辞任することを表明した。イラクを平和的に武装解除し、戦争を回避するためにあと数ヶ月の期間を与えられなかったことを残念に思うとのコメントを付した。
イラク戦争が終結した後は、暫定統治の主導権を握ったアメリカを中心に、UNMOVICを経由しない武器の探索活動が行われた。ただし、同委員会のイラク入りは比較的早い段階で承認されている。